# 何清涟
何清涟（1956年3月10日—），湖南邵阳人，作家、经济社会学者，现居美国，曾任职于湖南财经学院、暨南大学和《深圳法制报》报社。何清涟的政治立场亲极右派，拥护保守主义，反对美国民主党、LGBT权利运动、Black Lives Matter运动、环保运动及女权运动等。

## 生平
1956年3月10日，何清涟出生于中國大陸湖南邵阳，父亲是中医師。文化大革命时期，她在湖南从事铁路建设。1979年考入湖南师范大学历史系，1983年毕业后在湖南财经学院工作。1985年考入上海复旦大学经济系，1988年获复旦大学经济学硕士学位。曾在广州暨南大学任教，後來在《深圳法制报》社任编辑，业余从事经济学的研究工作，其著作《现代化的陷阱》一书于1998年1月在国内出版，两个月内发行30万册，獲得好评。1998年10月，何清漣親赴西安第九屆全國書市查獲朱健國冒用其名的著作《現代化的陷阱背後》。
1999年《三联生活周刊》将她列为25位时代人物之一，称她“代表了中国改革的良心”。其著作被译成日文、英文、德文、韩文等语种。
2001年6月14日，何清涟在国内受到压力被迫流亡美国。在美期间，先後担任过芝加哥大学、纽约市立大学、普林斯顿大学等校访问学者。
何清涟離開中國後，撰写了专门研究中国政府控制媒体的专著《雾锁中国——中国大陆控制媒体策略大揭秘》，因其资料詳实受到中国研究界与中国国内新闻业者高度重视。美国《商业周刊》于1999年6月14日“亚洲之星”专号曾将何清涟评为“亚洲之星”（50 Leaders at The Forefront of Change，THE STARS OF ASIA）。

## 主要著作
- 《人口：中国的悬剑》[7]，四川人民出版社，1988年
- 《经济学与人类关怀》，广东教育出版社，1998年
- 《现代化的陷阱：当代中国的经济社会问题》，今日中国出版社，1998年
- 《我们仍然在仰望星空》，漓江出版社，2001年
- 《20世纪后半叶历史解密》（Decoding History : 1950s~2000s），博大出版社，2004年
- 《中国改革的得与失》（The Gains and Losses of China's Reform），与程晓农合著，博大出版社，2007年
- 《雾锁中国——中国大陆控制媒体策略大揭秘》
- 《中國：潰而不崩》，與程曉農合著，八旗文化，2017年
- 《紅色滲透：中國媒體全球擴張的真相》，八旗文化，2019年